# 胡政之
胡 政之（こ せいし）は、中華民国のジャーナリスト・実業家・政治家。新聞の『大公報』、通信社の国聞通訊社において、記者・経営者の両面で活動した人物として知られる。名は霖だが、字の政之の方が一般に使われることが多い。筆名は冷観、静観。

## 事績

### 安徽派としての活動
幼年時代は安徽省で官職に付いた父に付き従い、安慶高等学堂に入学した。父が安徽で病没すると胡政之はいったん帰郷し、1905年（光緒31年）に日本へ留学する。まず東京高等商業学校（現一橋大学）に入学し、続いて東京帝国大学で法律を学んだ。日本滞在期間中に中国同盟会に加入している。
1911年（宣統3年）に帰国すると最初は裁判官に任ぜられ、江蘇高等法院第2庭庭長となっている。民国成立後の1912年（民国元年）、上海で于右任が設立した民立図書公司に勤務し、『民立報』で記事を書いた。翌年、胡政之は張季鸞と共同で『大共和報』を創刊し、胡は総編輯に就任した。また、呉淞中国公学で法律を教授している。1915年（民国4年）、吉林省の法院で推事となり、まもなく吉林巡按使王揖唐の下で秘書長となる。以後、安徽派の一員として活動することになった。
1917年（民国6年）、安徽派の重鎮・徐樹錚の推薦を受け、胡政之は天津『大公報』の経理兼編輯に就任する。1919年（民国8年）からは欧州の報道事情視察に赴き、あわせてパリ講和会議を直接に取材・報道した唯一の中国人記者となった。1921年（民国10年）春に帰国すると『大公報』を離れ、北京の『新社会報』総編輯に転じた。

### 国聞通訊社創設と大公報再建
その後、胡政之は上海に移り、徐樹錚の紹介を経て安徽派の江蘇督軍盧永祥の資金援助を獲得し、国聞通訊社を創設している。胡は欧州視察で得た知識を下に国聞通訊社の組織・拡充に尽力し、中国国内各地に分社（支社）を置く国内最大の通信社とせしめた。胡は同時に自身でも記事を大量に執筆し、国内での声望はいよいよ高まった。
1924年（民国13年）8月、胡政之は中国国民党の葉楚傖・潘公展と協力して雑誌『国聞周報』を創刊した。翌1925年（民国14年）11月、天津『大公報』が不振のため停刊してしまい、同時期には国聞通訊社も経営的に苦境に陥っている。胡は葉らの支援を引き続き受け、国聞通訊社を天津に移す。
さらに1926年（民国15年）9月、胡は『大公報』を復刊にこぎつけ、経理兼副総編輯（総編輯は張季鸞）として実質的に経営面での最高指導者となり、同時に執筆でも精力的に活動した。上記の過程もあって、国民政府時代も『大公報』と国聞通訊社は順調に発展を続けた。胡政之は蔡元培や胡適にも特集欄での執筆を委ねるなど、記事の質の向上にも尽力している。

### 戦中の奔走
満州事変（九・一八事変）前後に抗日の世論が高まってくると、張季鸞・胡政之は「科学救国」・「実業救国」のスローガンを掲げる。この姿勢については、当初は蔣介石への阿りや決定的な抗日の回避と見られ、世論からの評価は高くなく、さらに爆弾テロにまで遭うほどであった。しかし実態としては、『大公報』は華北における農村の困窮実態などを着実に報道するなど、抗日世論形勢への貢献は小さなものではなかった。さらに、日本側の圧力に直面することで、特に胡は日本への反感を高め、次第に積極的な抗日論陣を張るようになっていく。
1936年（民国25年）4月、華北への日本軍の圧力が高まってきたため、張季鸞・胡政之は上海へ『大公報』と『国聞周報』を移転させた。翌1937年（民国26年）11月、上海が日本軍によって陥落させられると、拠点を香港に移して活動を続けた。1941年（民国30年）9月、張季鸞が病没すると、胡が『大公報』の舵取りを委ねられることになる。同年12月に香港が日本によって陥落させられると、『大公報』を桂林、次いで重慶へと移転させた。それでも胡は『大公報』の事業発展に尽力し、戦中のこの時期から国内再展開と国外展開の計画・準備を開始している。
これら新聞事業の一方で、胡政之は政治面でも活動が見られる。1941年9月の張季鸞の死去を受けて、胡は第3期国民参政会参政員に補充選出され、続く第4期でも再選された。さらに1943年（民国32年）冬には無党派・社会賢達代表として訪米団の一員となり、翌年9月には、参政会の延安視察団に加わっている。1945年（民国34年）4月には、国際連合の創立式典に参列した。

### 内戦時の展開
戦後、胡政之は『大公報』を天津・上海で復刊させ、さらに戦中の準備に基づき大規模な国内再展開を開始した。一方で、重慶で開催された政治協商会議（旧政協）にも社会賢達の身分で出席するなどしている。また、国共内戦に対する胡の反感は強く、国共いずれにも与しない不偏不党の立場を『大公報』で示した。これに対して蔣介石は『大公報』の報道姿勢に不満を持ち、記者逮捕などの圧力・弾圧を加えたが、胡は屈しなかった。
内戦の帰趨が定まっても、胡政之はやはり国共いずれにも与することを拒み、香港での事業展開に転じる。1949年（民国38年）1月（正式には3月）、香港で『大公報』を復刊し、さらにニューヨークでも隔週刊の『大公報』を創刊した。
同年4月、胡政之は肝硬変のため倒れ、上海で療養にあたったが進行は速く、同月14日に死去した。享年61。